# 14. korpus (NOVJ)
14. korpus je bil partizanski korpus, ki je deloval kot del NOV in POJ v Jugoslaviji med drugo svetovno vojno.
Korpus je bil ustanovljen oktobra 1944.

## Sestava
- 23. divizija
- 25. divizija
- 45. divizija